# Controvérsia da Páscoa
Controvérsia da Páscoa é um termo utilizado para descrever um conjunto de controvérsias relacionadas com a data apropriada para se celebrar o feriado cristão da Páscoa. Até agora, a disputa teve quatro fases distintas e ainda não está completamente resolvida.

## Primeira fase

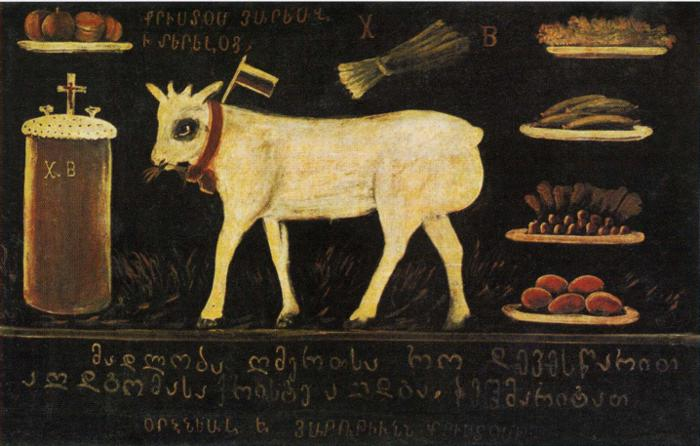
Cordeiro de Páscoa

A principal preocupação era então se os cristãos deveriam seguir as práticas do Antigo Testamento. Eusébio escreveu em sua História Eclesiástica (livro V, cap. 23):
| “ | Uma questão de grande importância surgiu naquele tempo [do Papa Vítor I, por volta de 190 dC]. As dioceses de toda a Ásia, de acordo com uma tradição antiga, alegavam que o décimo-quarto dia da lua [de Nisan], no qual os judeus são comandados a sacrificar o cordeiro, deveria ser sempre observado como a festa da pasch provedora de vida [epi tes tou soteriou Pascha heortes], argumentando que o jejum deveria terminar naquele dia, qualquer que fosse o dia-da-semana em que ocorresse. Porém, este não era o costume nas igrejas do resto do mundo terminar o jejum neste dia, pois eles observavam a prática - que por tradição apostólica prevaleceu até hoje [tempo de Eusébio] - de terminar o jejum em nenhum outro dia a não ser o da ressurreição de Jesus. | ” |
|   | — História Eclesiástica, Eusébio de Cesareia. |   |

Uma carta de Ireneu de Lyon mostra a diversidade das práticas sobre a Páscoa que existiam até pelo menos o tempo do Papa Sisto I (ca. 120). Além disso, Ireneu afirma que São Policarpo observava o costume quartodecimano, o que daria suporte para a disputa, pois Policarpo foi um discípulo direto do apóstolo João .
Por volta de 195, Vítor tentou excomungar os quartodecimanos, transformando a diferença de práticas em uma controvérsia completa.

## Segunda fase

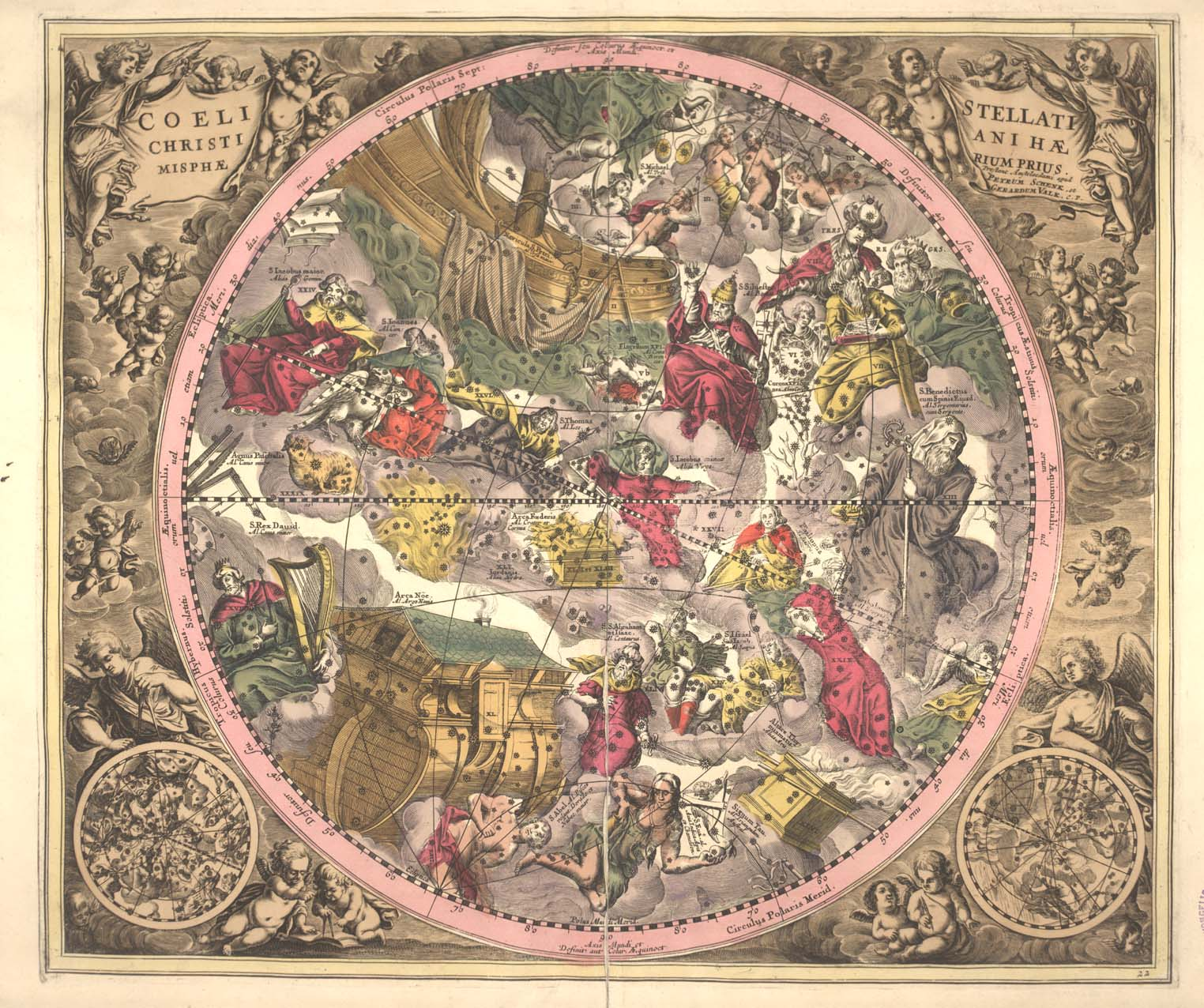
Cellarius Atlas Harmonia Macrocosmica, mostrando o hemisfério com o equinócio vernal

O segundo estágio da controvérsia sobre a Páscoa se centrou no Primeiro Concílio de Niceia, realizado em 325 dC. Dado que o grande festival da Páscoa deveria ser sempre celebrado no domingo e não deveria obrigatoriamente casar com uma dada fase da lua que pudesse ocorrer em qualquer dia da semana, uma nova disputa surgiu sobre como determinar o próprio domingo. Um pouco antes do Concílio, em 314 dC, um concílio provisional realizado na cidade gaulesa de Arles havia decidido que a Pasch do Senhor deveria ser observada no mesmo dia no mundo inteiro e que à cada ano o bispo de Roma deveria enviar cartas ditando a data da Páscoa.
Os cristãos siríacos sempre observaram o seu festival de Páscoa no domingo seguinte à celebração judaica da Pessach. Por outro lado, em Alexandria - e, aparentemente, pelo resto do Império Romano - os cristãos calculavam a data Páscoa por si mesmos, sem prestar atenção aos judeus. Desta forma, a data da Páscoa como mantida em Alexandria e em Antioquia (principal centro cristão na província romana da Síria) nem sempre batiam. As comunidades judaicas de alguns lugares, possivelmente incluindo Antioquia, usavam métodos para fixar o mês de Nisan que algumas colocava o décimo-quarto dia antes do equinócio vernal. Os alexandrianos, por outro lado, aceitavam como princípio primeiro que o domingo que seria determinado como sendo de Páscoa deveria necessariamente ocorrer após o equinócio.
O Concílio de Niceia julgou que todas as igrejas deveriam seguir uma regra única para a Páscoa, que deveria ser computada de forma independente do calendário judaico, como era feito em Alexandria. Porém, ele não fez nenhuma menção sobre os detalhes deste cômputo e passaram-se algumas décadas até que o cálculo alexandrino se estabilizasse numa forma final. E passaram-se séculos até que elas se tornassem norma por todo o Cristianismo.

## Terceira fase

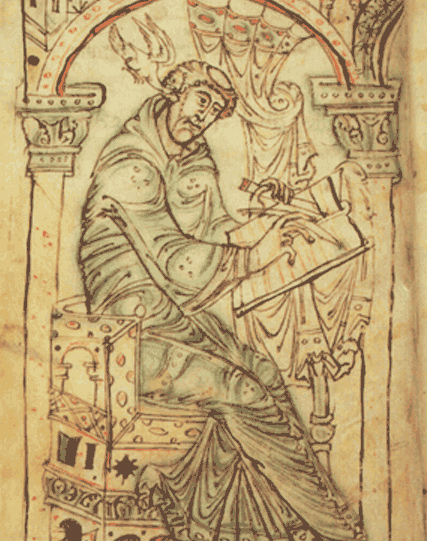
Venerável Beda

Os missionários romanos chegando na Britânia no tempo do São Gregório, o Grande encontraram os cristãos britânicos e os missionários irlandeses, que evangelizaram os ingleses a partir do norte, aderindo a um sistema de computação da data da Páscoa que diferia do que era usado no mundo mediterrâneo. Este sistema britânico-irlandes, pela evidência nos deixada pelo venerável Beda, fixava a Páscoa no domingo que estivesse no período de sete dias entre o décimo-quarto e o vigésimo dia do mês lunar, de acordo com um ciclo de 84 anos. Estas datas limite (14-luna e 20-luna) foram confirmados por São Columbano. Esta diferença no cômputo poderia levar à discrepâncias entre os britânicos e irlandeses frente ao método alexandrino.
Este ciclo de 84 anos (chamado de latercus) cedeu ao cômputo alexandrino em estágios. Em algumas partes do sul da Irlanda, ele possivelmente já era adotada na primeira metade do século VII dC. Entre os ingleses do norte, o uso do cômputo alexandrino ao invés do ciclo foi decidido no Sínodo de Whitby, realizado na abadia de mesmo nome em 664 dC. O cômputo alexandrino foi finalmente adotado nas colônias irlandesas no norte das ilhas britânicas no final do século VIII dC.

## Quarta fase
Após a promulgação do calendário gregoriano em 1582, a cristandade ocidental passou a seguir um método diferente de computar a data da Páscoa do que até então era aceito. A maior parte das igrejas ortodoxas continuaram a seguir a prática antiga (alexandrina) e esta diferença permanece até hoje, a despeito de diversas tentativas de alcançar um método comum. Em 1997, o Conselho Mundial de Igrejas propôs uma reforma do método num encontro em Alepo, na Síria: a Páscoa seria definida como sendo o primeiro domingo após a primeira lua cheia astronômica posterior ao equinócio vernal como determinado no meridiano de Jerusalém. A reforma seria implementada a partir de 2001, uma vez que naquele as datas da Páscoa no ocidente e no oriente coincidiram. Porém, até outubro de 2010 ela ainda não havia sido implementada.